# Toqoz-e Soflá
Toqoz-e Soflá (persiska: تقز سفلی, Tūqoz-e Pā’īn) är en ort i Iran.   Den ligger i provinsen Khorasan, i den nordöstra delen av landet, 900 km öster om huvudstaden Teheran. Toqoz-e Soflá ligger 1 068 meter över havet och antalet invånare är 336.
Terrängen runt Toqoz-e Soflá är platt åt sydväst, men åt nordost är den kuperad. Runt Toqoz-e Soflá är det ganska glesbefolkat, med 35 invånare per kvadratkilometer. Toqoz-e Soflá är det största samhället i trakten. Omgivningarna runt Toqoz-e Soflá är i huvudsak ett öppet busklandskap.